# Данкла, Шарль
Жан-Батист Шарль Данкла, или Данкля (фр. Jean Baptiste Charles Dancla; 19 декабря 1817, Баньер-де-Бигор, Франция — 10 октября 1907, Тунис, Тунис) — французский скрипач и композитор. Брат скрипача Леопольда Данкла и виолончелиста Арно Данкла.

## Биография
Когда Шарлю Данкла было девять лет, его игру услышал в Бордо Пьер Роде и, впечатлённый, рекомендовал юное дарование Пьеру Байо, Луиджи Керубини и Рудольфу Крейцеру. После этого Данкла был принят в Парижскую консерваторию, в класс Пьера Байо по скрипке. В 1830 году с ним занимался техникой Никколо Паганини, также Данкла брал уроки у Анри Вьетана. Кроме того, Данкла занимался в классе композиции Фроманталя Галеви, в 1838 году получил Вторую Римскую премию.
С 1835 года Данкла был одним из солистов в оркестре парижской Опера-Комик. В 1841 году он поступил на место вице-концертмейстера в Оркестр концертного общества Парижской консерватории, в 1861—1863 годах был его концертмейстером, претендовал и на место главного дирижёра, однако безуспешно. Он был известен также как ансамблист, с 1837 года играл вторую скрипку в квартете Дельфена Аляра, а в 1838 году возглавил собственный квартет, действовавший до 1870 года. В 1857—1892 годах — профессор Парижской консерватории. Среди его многочисленных учеников — Мод Пауэлл, Акилле Риварде, Жан тен Хаве.
Данкла написал шесть симфоний, шесть скрипичных концертов и две концертные симфонии для скрипки с оркестром, ряд струнных квартетов, трио, дуэтов для двух скрипок, 30 сочинений для скрипки и фортепиано. Шесть вариаций Данкла Op. 89 написаны на темы Пачини, Россини, Беллини, Доницетти, Вайгля и Меркаданте. Кроме того, Данкла принадлежит несколько учебных пособий. Опубликовал книги «Композиторы-дирижёры» (фр. Les Compositeurs chefs d'orchestre; 1873) и «Музыкальная смесь» (фр. Miscellanées musicales; 1876), а также книгу воспоминаний (фр. Notes et souvenirs; 1893, второе издание 1898, английский перевод 1981).